# ノット郡 (ケンタッキー州)
ノット郡（英: Knott County）は、アメリカ合衆国ケンタッキー州の東部に位置する郡である。2010年国勢調査での人口は16,346人であり、2000年の17,649人から7.4%減少した。郡庁所在地はハインドマン市（人口777人）であり、同郡で人口最大の都市でもある。ノット郡は1884年に設立され、郡名は1883年から1887年までケンタッキー州知事を務めたジェイムズ・プロクター・ノットに因んで名付けられた。郡内のどこにおいてもアルコール飲料の販売が禁止されている「ドライ郡」（禁酒郡）である。ハインドマン市には、アメリカで最初のセツルメント学校（僻地の教育を行う学校）として設立されたハインドマン・セツルメント学校がある。ピッパパッシーズの町にはアリス・ロイド・カレッジがある。

## 地理
アメリカ合衆国国勢調査局に拠れば、郡域全面積は353.01平方マイル (914.3 km2)であり、このうち陸地352.19平方マイル (912.2 km2)、水域は0.82平方マイル (2.1 km2)で水域率は0.23%である。

### 隣接する郡
- マゴフィン郡 - 北
- フロイド郡 - 北東
- パイク郡 - 東
- レッチャー郡 - 南
- ペリー郡 - 南西
- ブレシット郡 - 北西

## 政治
ノット郡は昔から民主党を強く支持してきた。1992年の大統領選挙では、総投票数の75%が民主党候補のビル・クリントンを支持しており、国内の郡として最高率だった。しかし、近年は共和党に傾きつつある。2008年の大統領選挙では、共和党候補のジョン・マケインが55%を獲得して、共和党候補として初めてノット郡を制した。民主党のバラク・オバマは44%だった。2005年、州知事アーニー・フレッチャーが共和党員のランディ・トンプソンをノット郡郡長に指名したとき、ノット郡では初の共和党員郡長になった。トンプソンは2006年と2010年にも再選され、郡の役人の選挙で初めて当選した共和党員になった。アメリカ合衆国下院議員のハル・ロジャーズも近年はノット郡を制している。

## 人口動態
以下は2000年国勢調査による人口統計データである。
| 基礎データ - 人口: 17,649人 - 世帯数: 6,717 世帯 - 家族数: 4,990 家族 - 人口密度: 19人/km2（50人/mi2） - 住居数: 7,579軒 - 住居密度: 8軒/km2（22軒/mi2） 人種別人口構成 - 白人: 98.27% - アフリカン・アメリカン: 0.73% - ネイティブ・アメリカン: 0.11% - アジア人: 0.15% - 太平洋諸島系: 0.01% - その他の人種: 0.12% - 混血: 0.60% - ヒスパニック・ラテン系: 0.63% 年齢別人口構成 - 18歳未満: 24.5% - 18-24歳: 10.8% - 25-44歳: 29.0% - 45-64歳: 24.3% - 65歳以上: 11.4% - 年齢の中央値: 36歳 - 性比（女性100人あたり男性の人口） - 総人口: 97.3 - 18歳以上: 94.1 | 世帯と家族（対世帯数） - 18歳未満の子供がいる: 34.4% - 結婚・同居している夫婦: 57.6% - 未婚・離婚・死別女性が世帯主: 12.6% - 非家族世帯: 25.7% - 単身世帯: 23.6% - 65歳以上の老人1人暮らし: 9.3% - 平均構成人数 - 世帯: 2.54人 - 家族: 3.00人 収入と家計 - 収入の中央値 - 世帯: 20,373米ドル - 家族: 24,930米ドル - 性別 - 男性: 29,471米ドル - 女性: 21,240米ドル - 人口1人あたり収入: 11,297米ドル - 貧困線以下 - 対人口: 31.1% - 対家族数: 26.2% - 18歳未満: 39.8% - 65歳以上: 23.1% |

## 都市と町
- ハインドマン - 郡庁所在地
- ピッパパッシーズ

### 未編入の町
- アンコ
- ササフラ
- ベスト
- ウィスコール

## 教育
- アリス・ロイド・カレッジ
- ハザード・コミュニティ工科カレッジのノット郡キャンパス
- ノット郡地域工学センター
- ノット郡中央高校
- ハインドマン・セツルメント学校
- ジューン・ブキャナン学校
- コーディア高校

他に小学校が6校ある。

## 観光
エルクの観察など郡内の観光が盛り上がっている。ノット郡と周辺郡には5,700頭のエルクが生息しており、ミシシッピ川以東では最大の数である。全地形対応車(ATV)を運転する人の安全のためにATV訓練センターがある。またノット郡複合スポーツ施設には屋内バスケットボールコート、屋外野球場、サッカー場、フィットネスセンターがある。

## メディア
ラジオはFM放送2局、AM放送1局がある。新聞は「トラブルサム・クリーク・タイムズ」がある。

### 大衆文化の中で
- 20世紀フォックスの全国公開された映画『沈黙の断崖』には郡内のシーンが使われている。

## 著名な出身者
- レベッカ・ゲイハート、女優、モデル